# Wang Yidi
Wang Yidi (Anshan, 14 februari 1997) is een Chinese professioneel tafeltennisser. Zij speelt rechtshandig met de shakehandgreep.

## Belangrijkste resultaten
- Goud met het team op de wereldkampioenschappen 2022.
- Goud met het team op de wereldkampioenschappen 2024.
- Goud in het dubbelspel op de wereldkampioenschappen 2023 met Chen Meng.
- Brons in het enkelspel op de wereldkampioenschappen 2021.